# Etichonovci

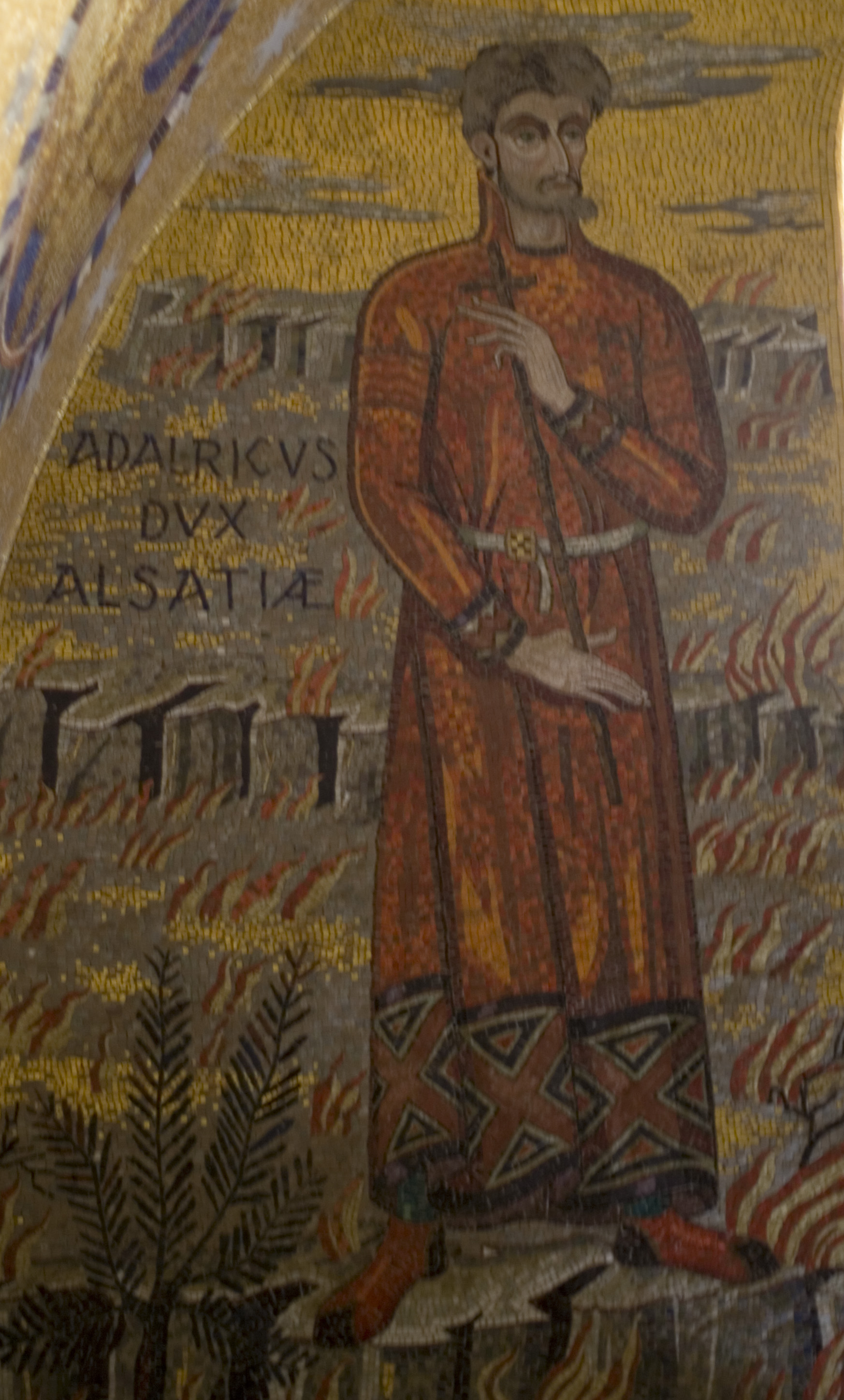
Za zakladatele dynastie je považován Eticho, první vévoda Alsaska

Etichonovci byli významnou šlechtickou rodinou, pravděpodobně franského, burgundského nebo vizigótského původu, která v 7. až 10. století vládla Alsaskému vévodství. Dynastie je pojmenována po Etichonovi také známém jako Aldarich, který vévodství vládl v letech 662 až 690.

## Historie rodu
Nejstarší zdroje uvádějí počátky rodiny v pagusu Attoariensis v okolí Dijonu. V polovině 7. století byl vévoda regionu jménem Amalgar a jeho manželka Aquilina považováni za významné zakladatele a patrony klášterů. Král Dagobert I. a jeho otec Chlothar II. jim poskytli dary, aby získali jejich loajalitu a nahradili jim ztráty, které utrpěli během vlády královny Brunhildy a jejího pravnuka Sigeberta II. Amalgar a jeho manželka založili klášter v Brégille a opatství v Bèze, kde umístili syna a kde se jejich dcera stala abatyší. Další jejich syn Adalrich byl otcem Adalricha, vévody z Alsaska. Tento v pořadí druhý Adalrich si jako první zajistil titul vévody Alsaska. Variace jeho jména Eticho byla později použitá k pojmenování celé dynastie.

## Alsaské vevodství
Pod vládou Etichonovců bylo Alsasko rozděleno na severní část nazývanou markrabství Nordgau a jižní markrabství Sundgau. Tyto regiony, stejně jako kláštery, byly po nástupu Etichonovců pod přísnější kontrolou vévodů. Existuje odborná debata o tom, zda byli Etichonovci v konfliktu, nebo spojenectví s Karlovci. Je možné, že byli odpůrci rozšíření autority Karla Martela ve 20. letech 8. století, kdy poprvé válčil s Alamany, ale stali se spojenci, když Alamani pod vedením vévody Theudebalda napadli Alsasko na počátku 40. let 8. století. Poslední vévoda z dynastie Etichonovců, Liutfrid, patrně zemřel v boji s vévodou Theudebaldem v odobí vlády Pipina Krátkého.
Mezi potomky Etichonovců v ženské linii byl Hugo z Tours a jeho rodina, včetně jeho dcery Irmingardy z Tours, manželky Lothara I. a matky tří králů z dynastie Karlovců. V 10. století byli v Alsasku Etichonovci početnou skupinou významných šlechticů, ale jejich moc postupně slábla a na úkor dynastie Otonů. V 11. století papež Lev IX. netušil, že jeho předkové z regionu Dabo a Eguisheim byli přímými potomky posledních Etichonovců. Mnoho významným evropským rodinám lze vystopovat linii vedoucí k Etichonovcům, včetně dynastie Habsburků.